# دلموت (دهانه)
دلموت یک دهانه برخوردی در ماه‌ است.